# Metateratocephalidae
Metateratocephalidae är en familj av rundmaskar. Metateratocephalidae ingår i ordningen Metateratocephalida, klassen Adenophorea, fylumet rundmaskar och riket djur.
Metateratocephalidae är enda familjen i ordningen Metateratocephalida.
Kladogram enligt Dyntaxa:
| Metateratocephalidae | \| \| Euteratocephalus \| \| \| \| \| \| Metateratocephalus \| \| \| \| |
|                      | \| \| Euteratocephalus \| \| \| \| \| \| Metateratocephalus \| \| \| \| |
|                      | Euteratocephalus                                                        |
|                      |                                                                         |
|                      | Metateratocephalus                                                      |
|                      |                                                                         |